# Lance Duijvestijn
Lance Duijvestijn (Wateringen, 15 januari 1999) is een Nederlandse professioneel voetballer die bij voorkeur als middenvelder speelt. Hij verruilde in juni 2025 Excelsior Rotterdam voor Sparta Rotterdam.

## Clubcarrière

### N.E.C.
Duijvestijn begon met voetballen bij SV VELO uit Wateringen en speelde vanaf 2009 in de jeugdopleiding van ADO Den Haag. In de zomer van 2018 transfereerde hij naar N.E.C., waar hij als lid van de A-selectie mee op trainingskamp ging onder de nieuwe trainer Jack de Gier. Naar aanleiding van dit trainingskamp werd hij als volwaardig lid van de selectie toegevoegd. Op 17 augustus 2018 maakte hij zijn debuut in de met 2-2 gelijkgespeelde thuiswedstrijd tegen SC Cambuur. Hij verving na 78 minuten spits Sven Braken. Het bleek zijn enige wedstrijd voor N.E.C.

### ADO Den Haag en Helmond Sport
Medio 2019 keerde hij terug bij ADO Den Haag waar hij voor het beloftenteam in de Derde divisie zondag speelde. Hij scoorde 11 doelpunten in 21 wedstrijden. 

### Helmond Sport
Zijn prestaties bij het beloftenelftal van ADO Den Haag leverden Duijvestijn een contract op bij Helmond Sport. Hij tekende in Helmond een contract voor één seizoen met een optie op een tweede.. Tijdens het seizoen 2020–21 kwam Duijvestijn uit in de Eerste Divisie en speelde hij 37 wedstrijden, waarin hij 11 keer wist te scoren. 

### Almere City FC
In juni 2021 tekende hij een driejarig contract bij Almere City FC. Duijvestijn werd hiermee voor Helmond Sport de eerste speler sinds Aleksandar Bjelica (in 2016) waarvoor Helmond Sport een transfersom ontving.
Bij de ploeg kende hij een goed eerste seizoen. In 38 duels kwam hij tot 12 goals en 13 assists. Desondanks wist Almere City hem voor het volgende seizoen binnenboord te houden. Dit pakte goed uit en Duijvestijn scoorde wederom in de dubbele cijfers. Hij bereikte met Almere de finale van de play-offs, waarin het aantrad tegen FC Emmen, de nummer 16 van de Eredivisie. In het eerste duel, in eigen huis won Almere dankzij twee goals van Duijvestijn met 2-0. Een week later won Almere het uitduel ook, waarmee promotie naar de Eredivisie voor Duijvestijn en zijn ploeg een feit was. In de Eredivisie kwam hij minder aan bod.

### SBV Excelsior
In februari 2024 ging hij naar SBV Excelsior. Met Excelsior eindigde Duijvestijn in het seizoen 2024/25 op plek twee in de Eerste divisie, wat voldoende was voor directe promotie naar de Eredivisie. Zijn prestaties op het veld leverden hem aan het einde van het seizoen de onderscheiding op als ‘Beste Speler van de Keuken Kampioen Divisie 2024/2025’. Het bijbehorende Gouden Schild ontving hij uit handen van bondscoach Ronald Koeman.

### Sparta Rotterdam
Op 23 juni 2025 werd Duijvestijn door Sparta Rotterdam gepresenteerd als aanwinst voor het seizoen 2025/26. Hij sloot diezelfde dag aan bij de eerste training van de voorbereiding onder leiding van hoofdtrainer Maurice Steijn.. De overstap van Excelsior naar Sparta leidde ertoe dat Duijvestijn haatberichten ontving van Excelsiorsupporters.

## Clubstatistieken
| Seizoen                   | Club            | Competitie       | Competitie | Competitie | Beker | Beker | Overig | Overig | Totaal | Totaal |
| Seizoen                   | Club            | Competitie       | Wed.       | Dlp.       | Wed.  | Dlp.  | Wed.   | Dlp.   | Wed.   | Dlp.   |
| ------------------------- | --------------- | ---------------- | ---------- | ---------- | ----- | ----- | ------ | ------ | ------ | ------ |
| 2018/19                   | N.E.C.          | Eerste Divisie   | 1          | 0          | 0     | 0     | —      | —      | 1      | 0      |
| 2019/20                   | Jong ADO        | Derde Divisie Zo | 21         | 11         | —     | —     | —      | —      | 21     | 11     |
| 2020/21                   | Helmond Sport   | Eerste Divisie   | 37         | 11         | 1     | 0     | 0      | 0      | 38     | 11     |
| 2021/22                   | Almere City     | Eerste Divisie   | 37         | 12         | 1     | 0     | 0      | 0      | 38     | 12     |
| 2022/23                   | Almere City     | Eerste Divisie   | 32         | 8          | 1     | 1     | 6      | 3      | 39     | 12     |
| 2023/24                   | Almere City     | Eredivisie       | 14         | 0          | 2     | 1     | 0      | 0      | 16     | 1      |
| 2023/24                   | Excelsior       | Eredivisie       | 14         | 4          | 0     | 0     | 3      | 2      | 17     | 6      |
| 2024/25                   | Excelsior       | Eerste Divisie   | 23         | 11         | 1     | 1     | 0      | 0      | 24     | 12     |
| Carrière totaal           | Carrière totaal | Carrière totaal  | 179        | 57         | 6     | 3     | 9      | 5      | 194    | 65     |
| Bijgewerkt op 1 juli 2025 |                 |                  |            |            |       |       |        |        |        |        |

## Internationaal
Duijvestijn speelde twee wedstrijden voor Nederland onder 15, waarvan de tweede als aanvoerder.
| Jeugdinterlands van Lance Duijvestijn. | Jeugdinterlands van Lance Duijvestijn. | Jeugdinterlands van Lance Duijvestijn. | Jeugdinterlands van Lance Duijvestijn. | Jeugdinterlands van Lance Duijvestijn. | Jeugdinterlands van Lance Duijvestijn. |
| Datum                                  | Wedstrijd                              | Uitslag                                | Soort Wedstrijd                        | Doelpunten                             |                                        |
| Als speler bij ADO Den Haag            | Als speler bij ADO Den Haag            | Als speler bij ADO Den Haag            | Als speler bij ADO Den Haag            | Als speler bij ADO Den Haag            | Als speler bij ADO Den Haag            |
| Oranje onder 15                        | Oranje onder 15                        | Oranje onder 15                        | Oranje onder 15                        | Oranje onder 15                        | Oranje onder 15                        |
| -------------------------------------- | -------------------------------------- | -------------------------------------- | -------------------------------------- | -------------------------------------- | -------------------------------------- |
| 28 november 2013                       | Nederland – Ierland                    | 3 – 0                                  | Vriendschappelijk                      |                                        |                                        |
| 8 februari 2014                        | Nederland – Ierland                    | 1 – 0                                  | Vriendschappelijk                      |                                        |                                        |